# ナミナラ共和国
ナミナラ共和国（朝鮮語: 나미나라 공화국）は、南怡島にある大韓民国の観光地であり、自称国家である。

## 沿革
1960年代後半から島の所有企業による観光開発がはじめられ、自然に囲まれた観光地として知られていた。しかしこの島が韓国内外で著名となった契機は、2002年に韓国で放送されたテレビドラマ『冬のソナタ』である。島内の各地でロケが行われ、メタセコイア並木は女性主人公ユジン（チェ・ジウ）と男性主人公チュンサン（ペ・ヨンジュン）がデートした場面に使用された。このドラマは日本（2003年）や台湾でも放送され、島を訪れる韓国人・日本人・中国人（特に香港人）・台湾人観光客が急増した。ドラマ人気が一巡した今は、観光客数も一時よりは落ち着いている。
現在島を所有しているのは「株式会社南怡島」で、絵本作家の康禹鉉が代表を務める。2006年3月1日に「ナミナラ共和国」として「独立」を宣言し、ミニ独立国の体裁をとっている。

## 註
1. ↑  『朝鮮日報』電子版 2006年9月12日付 「親日派の子孫ら、相当数が財産処分しすでに海外へ」 （日本語）